# Amphineurus fatuus
Amphineurus fatuus là một loài ruồi trong họ Limoniidae. Chúng phân bố ở miền Australasia.